# Gène Silver
Robe du cheval
Le gène Silver est un gène dominant du cheval, assez rare, qui agit sur le pigment noir et lui donne une apparence argentée. Il ajoute aussi de petites pommelures plus claires sur le pelage de temps en temps, d'où son nom anglais de silver dapple. 
Le gène Silver est assez rare. Ses  principales occurrences surviennent chez les races du Rocky Mountain Horse et du Comtois. Il ne faut pas le confondre avec le gène flaxen, qui n'agit que sur le pigment roux.

## Identification

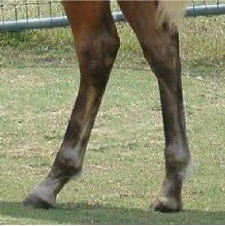
Le cheval bai porteur du gène silver se différencie de l'alezan crins lavés par le bas des jambes, qui est noir.

Le cheval porteur du gène Silver a des pommelures claires qui peuvent être visibles sur le pelage, et des crins de couleur argentée. La fréquence de l'alezan aux crins plus clairs a longtemps fait classer cette particularité comme une sous-catégorie de l'alezan par les Haras nationaux français. Les rares chevaux porteurs du gène Silver nés sur le sol français, comme certains comtois, étaient alors classés comme des alezans.
Il est très difficile de différencier un alezan crins lavés d'un cheval bai exprimant le gène Silver. Le seul indice qui permette de les reconnaître est le bas des jambes. Chez le bai Silver, le bas des jambes du cheval a une teinte noire et grise argentée, alors que le pigment noir est totalement absent du pelage d'un alezan crins lavés. Les cas de manifestation du gène Silver se produisent principalement aux États-Unis où les chevaux de couleurs sont très représentés (race du Rocky Mountain Horse), ainsi qu'en Islande.

## Génétique
L'existence du gène Silver a été confirmée en 1977. C'est un gène dominant qui se manifeste principalement sur des races de chevaux rustiques. Puisqu'il s'agit d'un gène dominant, il est facilement transmissible aux descendants de l'individu qui en est porteur. Deux chevaux Silver ont entre 50 % et 100 % de chance de donner des poulains Silver. Cela dit, le croisement de deux chevaux porteur de Silver est déconseillé car pourrait être facteur de pathologies graves de l'œil. Et le croisement d'un individu porteur du gène avec un autre non porteur donne naissance à 50 % de poulains Silver si le parent est hétérozygote pour ce gène.
C'est ainsi que la race du Comtois, qui ne présente que des robes aux crins lavés, a vu le gène dominant Silver introduit après la Seconde Guerre mondiale par un unique étalon reproducteur nommé Questeur.

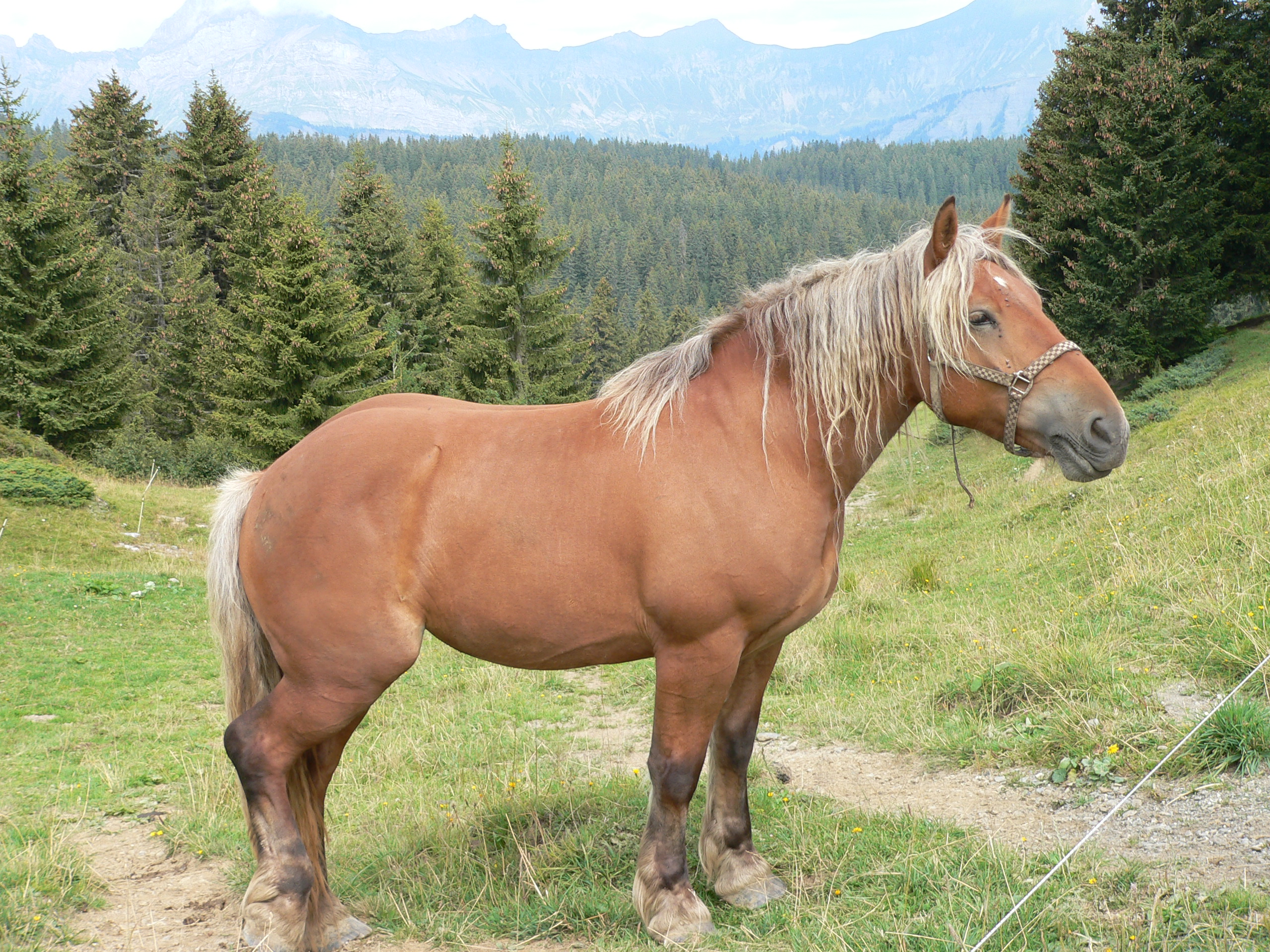
Bai silver
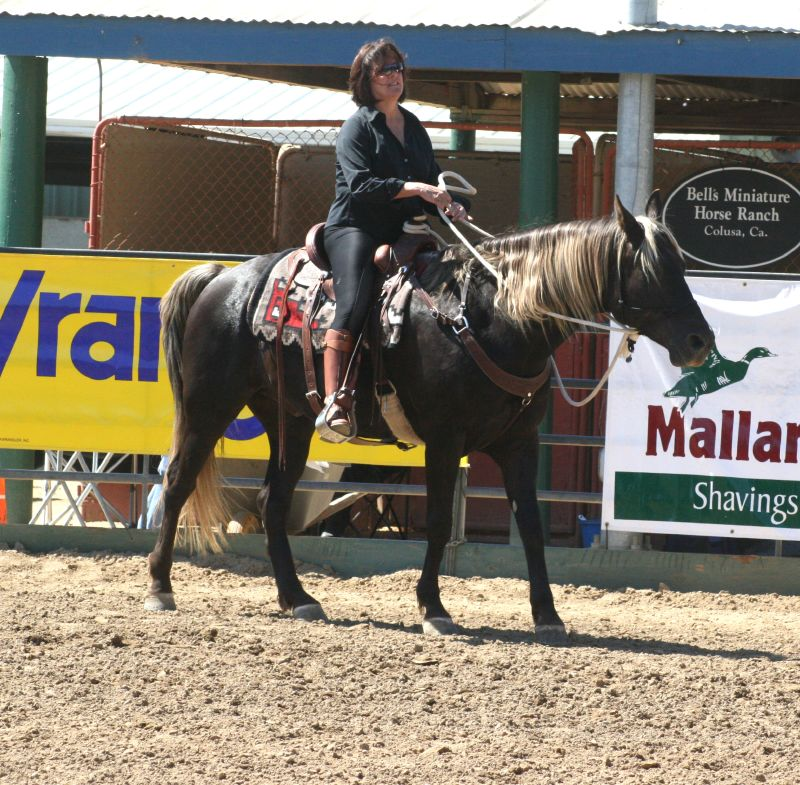
Noir silver
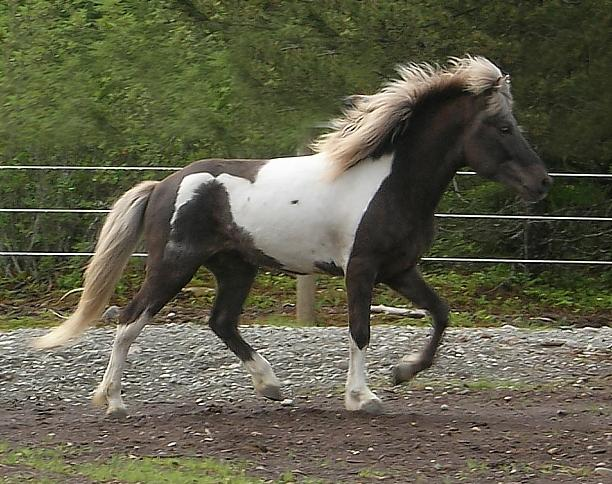
Pie silver
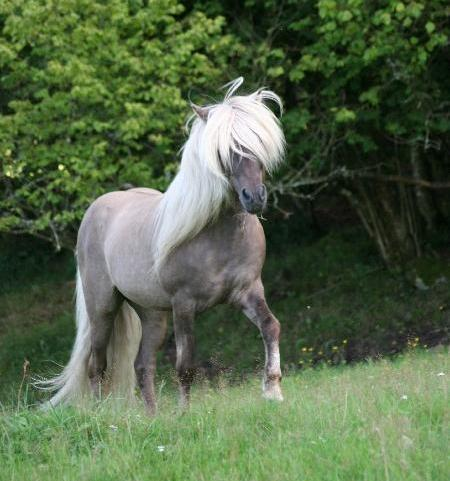
Souris silver

## Dans la culture
Bien que le détail de sa couleur ne soit pas cité par ses créateurs, la jument Épona qui sert de monture à Link dans la série des Legend of Zelda présente le plus souvent une apparence baie Silver.